# Phoxomela
Phoxomela is een geslacht van kevers uit de familie bladsprietkevers (Scarabaeidae). Het geslacht werd voor het eerst wetenschappelijk beschreven in 1844 door Schaum.

## Soorten
- Phoxomela umbrosa (Gory & Percheron, 1833)